# Vordingborg
Vordingborg – miasto w Danii, siedziba gminy Vordingborg w regionie Zelandia, w południowej części wyspy Zelandia. Miasto liczy 9 131 mieszkańców (2008).

## Geografia
Vordingborg położony jest na południowym końcu Zelandii nad przesmykiem Storstrømmen, oddzielającym Zelandię od wyspy Falster, która z tą pierwszą jest połączona mostem, na który wjazd znajduje się na wysepce Masnedø, położonej  na południe od centrum Vordingborga. Miasto leży przy linii kolejowej Kopenhaga–Rødby/Gedser. Znajduje się tutaj stacja kolejowa Vordingborg. Vordingborg położony jest między Næstved i Nykøbing Falster. W najbliższym sąsiedztwie Vordingborga znajdują się trzy miasteczka satelickie: Nyråd, Ørslev i Neder Vindinge.

## Herb Vordingborga
Herb miasta znany jest z pieczęci z 1519 r., ale przypuszczalnie jest znacznie starszy. Oficjalnie zatwierdzony został w 1938 r.. W polu białym przedstawia zamek czerwony ponad błękitnymi falami. Symbol ten odnosi się do średniowiecznego zamku, wokół którego wyrosło miasto, a fale do jego usytuowania nad morzem. Nad murem zamku znajdują się cztery błękitne figury, których tożsamość nie jest całkowicie jasna: jedni widzą w nich lilie heraldyczne, inni ostrza halabardy, co pasowałoby do obronnego charakteru miasta w średniowieczu.

## Historia

### Średniowiecze

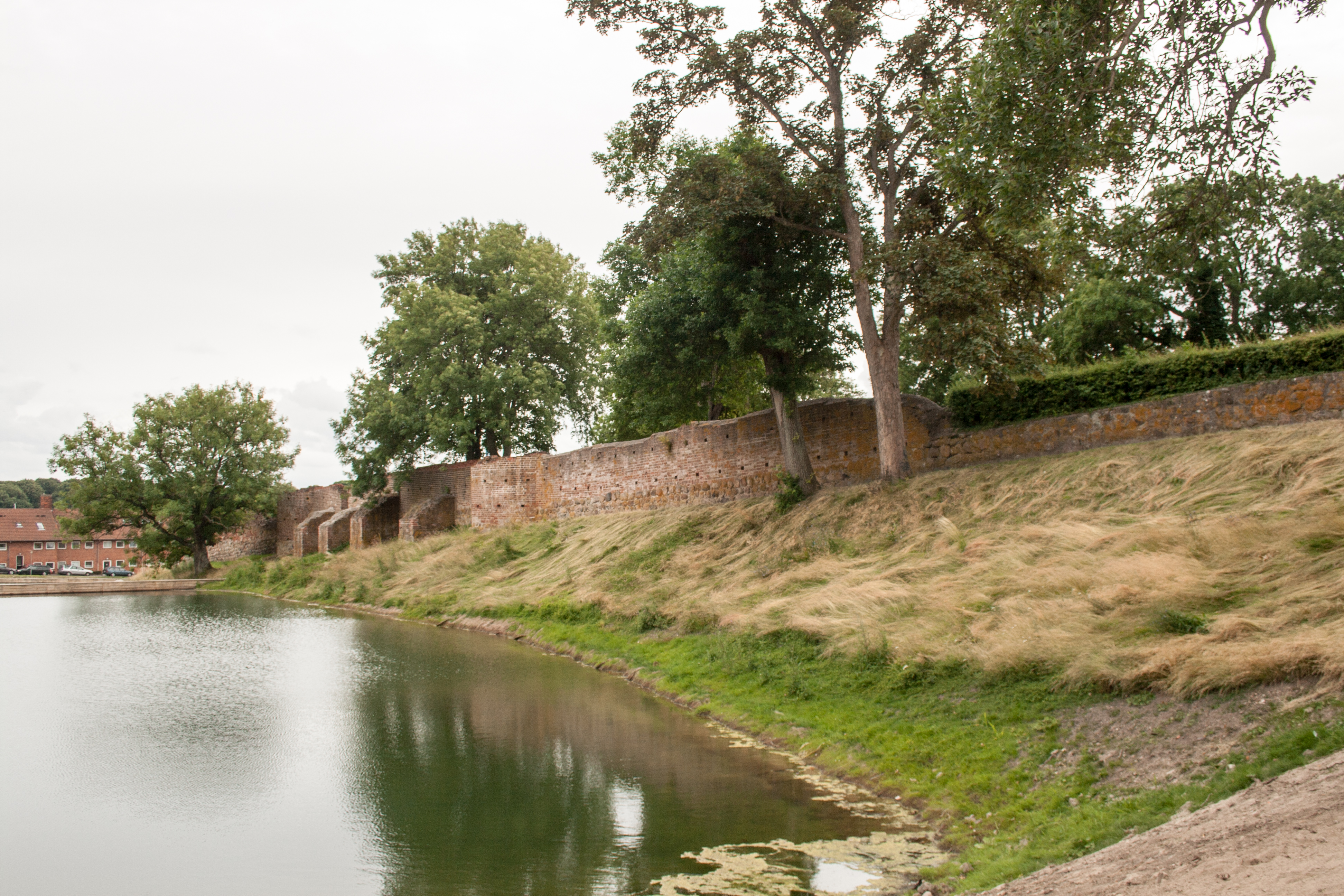
Średniowieczne mury zamkowe

Miasto zostało założone w XII w. przez króla Danii Waldemara I jako jedna z twierdz mających za zadanie ochronę duńskich granic od najazdów Słowian połabskich. Wykorzystywano ją również jako bazę wypadową do najazdów na ziemie Słowian. Wokół zamku rozwinęło się później niewielkie miasto, które w średniowieczu odgrywało ważną rolę będąc siedzibą dworu królewskiego. Do 1284 r. odbywały się tutaj posiedzenia Danehofu, średniowiecznego duńskiego parlamentu. W Vordingborgu król Waldemar II Zwycięski, na kilka tygodni przed swoją śmiercią, zatwierdził w 1241 r. prawo jutlandzkie. W 1324 Vordingborg był też miejscem koronacji Krzysztofa II (panującego od 1320). W 1320 w Vordingborgu u króla Krzysztofa II gościł piastowski książę Henryk I jaworski.
Zamek wykorzystywali królowie duńscy również jako bazę do polowań w okolicznych lasach. Jeszcze w 1592 r. polował tutaj Chrystian IV, zabijając 33 dziki. W 1415 r. król Eryk Pomorski potwierdził średniowieczne przywileje handlowe Vordingborga. Króla posądza się jednak o to, że przed opuszczeniem Danii z wierzchołka Gęsiej Wieży kazał usunąć złotą gęś. Drogocenny symbol miasta rzeczywiście zniknął, ale trudno dzisiaj ustalić kto i kiedy skradł tę pamiątkę. Na ten okres przypada również koniec pomyślnego rozwoju miasta, a łączy się to z porzuceniem Vordingborga jako jednej z głównych siedzib króla i dworu. Odtąd duńscy monarchowie zaglądali tutaj coraz rzadziej, zwykle pojawiając się jedynie na polowania.

### Po reformacji
W 1550 r. w mieście powstała szkoła łacińska, która istniała do 1847 r. i zajmowała się kształceniem miejscowej młodzieży. Pierwsza duńska szkoła powstała w Vordingborgu dopiero w 1722 r. W XVII w. Vordingborg rozwijał się pomyślnie. Miasto miało 212 mieszkańców w 1637 r., których głównymi zajęciami były rzemiosło i handel. Pomyślny rozwój miasta przerwały zaraza w 1655 r. i najazd szwedzki w kilka lat później. W 1658 r. w Vordingborgu, który nie był broniony, pojawiła się armia szwedzka z królem Karolem X Gustawem na czele. Ograbili oni zamek w Vordingborgu, przy okazji niszcząc większość zabudowań (wyrywano okna i drzwi, które zużywano na opał), a na miasto nałożyli wysoką kontrybucję. W 1671 r. wprowadzony został podatek od towarów importowanych, a w Vordingborgu powstała komora celna. Sytuacja ta doprowadziła do tego, że większość mieszkańców zaczęła trudnić się przemytem.

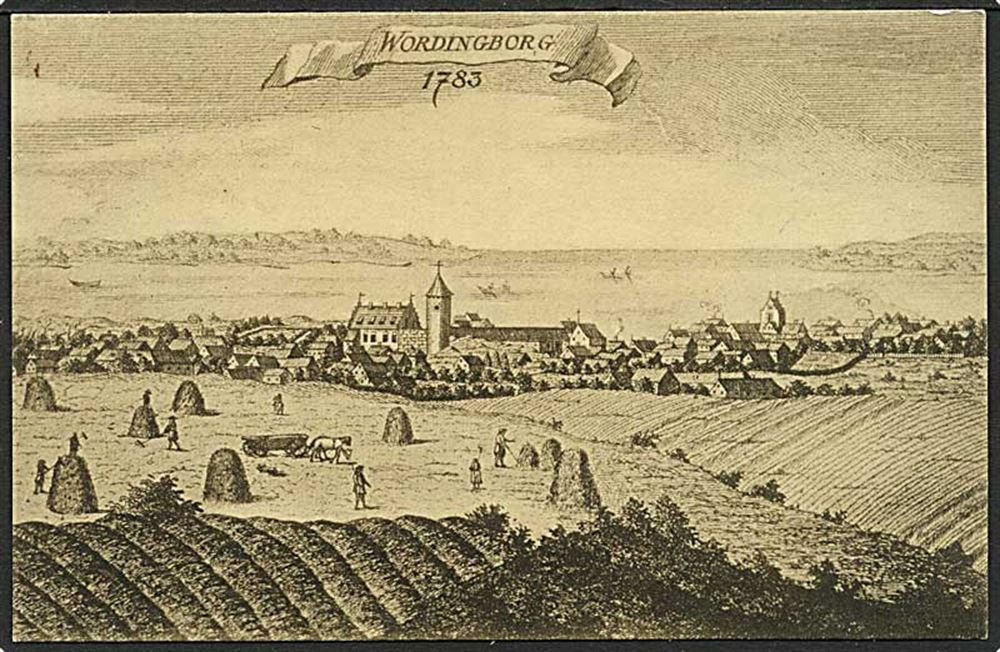
Panorama miasta na ryc. z XVIII wieku

W 1670 r. zamek w Vordingborgu przeszedł na własność księcia Jerzego, który musiał wybudować obok niego tzw. Pałac ks. Jerzego, bo sam zamek nie nadawał się do zamieszkania po najeździe Szwedów. Vordingborg na nowo stał się siedzibą rodziny królewskiej, nie na długo jednak, bo w 1683 r. ks. Jerzy poślubił późniejszą królową Anglii Annę i opuścił miasto. Od 1717 r. na zamku stacjonowała kawaleria królewska składająca się z 5 kompanii pod dowództwem pułkownika Zygmunta Gałkowskiego. Garnizon zlikwidowano w 1866 r. W sierpniu 1735 r. Vordingborg przeżył swój wielki pożar, który na wiele lat doprowadził miasto do upadku. W miasteczku było 127 domów, w większości z muru pruskiego i krytych strzechą. Większość z nich padła pastwą płomieni. Pożary jeszcze dwukrotnie nawiedziły zniszczone miasto w kolejnych latach. Spis ludności przeprowadzony w 1743 r. wykazał 1036 mieszkańców, w tym 185 żołnierzy z garnizonu zamkowego i członków ich rodzin. W 1779 r. w mieście utworzono stację pocztową.

### Czasy najnowsze
Wojny napoleońskie nie ominęły Vordingborga. We wrześniu 1807 r. miasto było okupowane przez wojska brytyjskie pod dowództwem hanowerskiego generała von Linsingena. Początkowo siły okupacyjne składały się z 467 żołnierzy i 3 dział, później zostały zwiększone, a w 1808 r. zbudowały fort na wysepce Masnedø. W 1843 r. miasto odwiedził król Chrystian VIII, a w dwa lata później zakończono budowę nowego ratusza, którego budowę rozpoczęto w roku wizyty królewskiej. Druga połowa XIX w. była okresem stopniowej modernizacji miasteczka i rozwoju drobnego przemysłu (m.in. zakłady mięsne) i przedsiębiorczości. W 1866 r. Vordingborg otrzymał gazownię i oświetlenie ulic, a w 1870 r. został połączony linią kolejową z Kopenhagą. W 1884 r. linię przedłużono na wysepkę Masnedø, łącząc ją przy okazji mostem z Zelandią. Z wysepki w dalszą drogę pasażerów zabierały promy. W 1913 r. Vordingborg odzyskał status miasta garnizonowego po tym, jak przeniesiono tutaj garnizon z Nyborga. A w 1930 r. w Avnø pod miastem urządzono lotnisko i stację szkoleniową dla duńskich pilotów (istniała do lat 80. XX w.). Przeniesienie garnizonu do Vordingborga miało korzystny wpływ na lokalną gospodarkę, a ludność miasta wzrosła w tym okresie z 3 do 5 tysięcy.
W latach 1933–37 zbudowano most łączący Vordingborg z wyspą Falster i w ten sposób przedłużono linię kolejową na sąsiednią wyspę, redukując rolę promów. Vordingborg został okupowany przez wojska niemieckie 9 kwietnia 1940 r. Dokonały one desantu spadochronowego na wysepkę Masnedø, na której znajdował się punkt obserwacyjny armii duńskiej. W Vordingborgu, który ówcześnie liczył ok. 10 000 mieszkańców, rozlokowano 1000 żołnierzy Wehrmachtu. Po wojnie Vordingborg wyrósł na lokalne centrum przemysłu spożywczego. Z Kopenhagi przeniesiono tutaj fabrykę znanych serów "Buko" oraz wytwórnię sałatek "Mayo". W latach 80. XX w. przy lokalnej elektrowni na Masnedø wzniesiono 5 turbin wiatrowych do produkcji elektryczności, zapoczątkowując produkcję energii przyjaznej środowisku.

## Zabytki
- Kościół NMP (Vor Frue Kirke) – z XIV w. z wieżą dobudowaną w XV w. Gotycki. Posiada freski z ok. 1470 r. oraz ołtarz główny z 1641 r.
- Zamek (Vordingborg Slot) – jest to zespół pozostałości po średniowiecznym zamku, siedzibie królów Danii, otoczony fosą. Składają się na nie ruiny zamku z Gęsią Wieżą (1366), będącą symbolem miasta, oraz pozostałości murów i fundamenty po kościele św. Andrzeja, w którym w 1324 r. odbyła się koronacja Krzysztofa II[6]. W końcu XVII w. zespół zamkowy popadł w całkowitą ruinę i został rozebrany przez okolicznych mieszkańców, którzy wykorzystali materiały do własnych celów. Gęsia Wieża jest najlepiej w Danii zachowaną średniowieczną wieżą obronną.
- Pomnik króla duńskiego Fryderyka VII

## Miasta partnerskie
- Słupsk